# Leptogaster occlusa
Leptogaster occlusa är en tvåvingeart som beskrevs av Meijere 1914. Leptogaster occlusa ingår i släktet Leptogaster och familjen rovflugor. Inga underarter finns listade i Catalogue of Life.